# Élections municipales de 2026 en Charente
Pour un article plus général, voir Élections municipales françaises de 2026.
Les élections municipales en Charente sont prévues en mars 2026. Cette page ne traite que les communes de 2 500 habitants et plus en Charente.

## Résultats à l'échelle du département

### Maires sortants et maires élus
| Commune                       | Population (en 2022) | Maire sortant(e)     | Parti | Parti | Maire élu(e) | Parti | Parti |
| ----------------------------- | -------------------- | -------------------- | ----- | ----- | ------------ | ----- | ----- |
| Angoulême                     | 41 423               | Xavier Bonnefont     |       | HOR   |              |       |       |
| Barbezieux-Saint-Hilaire      | 4 738                | André Meuraillon     |       | DVD   |              |       |       |
| La Boixe                      | 2 862                | Jean-Marc de Lustrac |       | UDI   |              |       |       |
| Brie                          | 4 157                | Michel Buisson       |       | DVG   |              |       |       |
| Champniers                    | 5 237                | Michaël Laville      |       | DVG   |              |       |       |
| Chasseneuil-sur-Bonnieure     | 3 103                | Fabrice Point        |       | PS    |              |       |       |
| Châteaubernard                | 3 793                | Pierre-Yves Briand   |       | MoDem |              |       |       |
| Châteauneuf-sur-Charente      | 3 562                | Jean-Louis Lévesque  |       | DVG   |              |       |       |
| Cognac                        | 18 466               | Morgan Berger        |       | DVD   |              |       |       |
| Confolens                     | 2 726                | Jean-Noël Dupré      |       | UDI   |              |       |       |
| La Couronne                   | 7 759                | Jean-François Dauré  |       | PS    |              |       |       |
| Fléac                         | 3 856                | Hélène Gingast       |       | DVG   |              |       |       |
| Gond-Pontouvre                | 5 884                | Gérard Dezier        |       | PS    |              |       |       |
| L'Isle-d'Espagnac             | 5 691                | Michel Issard        |       | DVG   |              |       |       |
| Jarnac                        | 4 478                | Philippe Gesse       |       | DVD   |              |       |       |
| Magnac-sur-Touvre             | 3 252                | Cyrille Nicolas      |       | DVG   |              |       |       |
| La Rochefoucauld-en-Angoumois | 4 020                | Jean-Louis Marsaud   |       | DVD   |              |       |       |
| Rouillac                      | 2 909                | Dominique Mancia     |       | SE    |              |       |       |
| Roullet-Saint-Estèphe         | 4 334                | Gérard Roy           |       | DVD   |              |       |       |
| Ruelle-sur-Touvre             | 7 396                | Jean-Luc Valantin    |       | RE    |              |       |       |
| Ruffec                        | 3 394                | Thierry Bastier      |       | SE    |              |       |       |
| Saint-Michel                  | 3 220                | Fabienne Godichaud   |       | PS    |              |       |       |
| Saint-Yrieix-sur-Charente     | 7 556                | Jean-Jacques Fournié |       | PS    |              |       |       |
| Soyaux                        | 10 057               | François Nebout      |       | DVD   |              |       |       |
| Terres-de-Haute-Charente      | 3 790                | Sandrine Précigout   |       | PS    |              |       |       |
| Val-de-Cognac                 | 3 455                | Jean-Marc Girardeau  |       | DVD   |              |       |       |

### Résultats en nombre de maires
| Partis       | Partis                               | Maires sortants | Maires élus | Évolution |
| ------------ | ------------------------------------ | --------------- | ----------- | --------- |
|              | Divers gauche                        | 6               |             |           |
|              | Parti socialiste                     | 6               |             |           |
| Total gauche | Total gauche                         | 12              |             |           |
|              | Divers droite                        | 7               |             |           |
| Total droite | Total droite                         | 7               |             |           |
|              | Union des démocrates et indépendants | 2               |             |           |
|              | Horizons                             | 1               |             |           |
|              | Mouvement démocrate                  | 1               |             |           |
|              | Renaissance                          | 1               |             |           |
| Total centre | Total centre                         | 5               |             |           |
|              | Sans éitquette                       | 2               |             |           |
| Total        | Total                                | 26              | 26          | -         |

## Résultats dans les communes de plus de 2 500 habitants

### Angoulême
- Maire sortant : Xavier Bonnefont (HOR)
- 43 sièges à pourvoir au conseil municipal (population légale 2022 : 41 423 habitants)
- 22 sièges à pourvoir au conseil communautaire (GrandAngoulême)

| Tête de liste | Tête de liste | Parti(s) | Nuance | Premier tour | Premier tour | Second tour | Second tour | Sièges | Sièges |
| Tête de liste | Tête de liste | Parti(s) | Nuance | Voix         | %            | Voix        | %           | CM     | CC     |
| ------------- | ------------- | -------- | ------ | ------------ | ------------ | ----------- | ----------- | ------ | ------ |

### Barbezieux-Saint-Hilaire
- Maire sortant : André Meuraillon (DVD)
- 27 sièges à pourvoir au conseil municipal (population légale 2022 : 4 738 habitants)
- 13 sièges à pourvoir au conseil communautaire (CC des 4B Sud-Charente)

| Tête de liste | Tête de liste | Parti(s) | Nuance | Premier tour | Premier tour | Second tour | Second tour | Sièges | Sièges |
| Tête de liste | Tête de liste | Parti(s) | Nuance | Voix         | %            | Voix        | %           | CM     | CC     |
| ------------- | ------------- | -------- | ------ | ------------ | ------------ | ----------- | ----------- | ------ | ------ |

### La Boixe
- Maire sortant : Jean-Marc de Lustrac (UDI)
- 27 sièges à pourvoir au conseil municipal (population légale 2022 : 2 862 habitants)
- 8 sièges à pourvoir au conseil communautaire (CC Cœur de Charente)

| Tête de liste | Tête de liste | Parti(s) | Nuance | Premier tour | Premier tour | Second tour | Second tour | Sièges | Sièges |
| Tête de liste | Tête de liste | Parti(s) | Nuance | Voix         | %            | Voix        | %           | CM     | CC     |
| ------------- | ------------- | -------- | ------ | ------------ | ------------ | ----------- | ----------- | ------ | ------ |

### Brie
- Maire sortant : Michel Buisson (DVG)
- 27 sièges à pourvoir au conseil municipal (population légale 2022 : 4 157 habitants)
- 2 sièges à pourvoir au conseil communautaire (GrandAngoulême)

| Tête de liste | Tête de liste | Parti(s) | Nuance | Premier tour | Premier tour | Second tour | Second tour | Sièges | Sièges |
| Tête de liste | Tête de liste | Parti(s) | Nuance | Voix         | %            | Voix        | %           | CM     | CC     |
| ------------- | ------------- | -------- | ------ | ------------ | ------------ | ----------- | ----------- | ------ | ------ |

### Champniers
- Maire sortant : Michaël Laville (DVG)
- 29 sièges à pourvoir au conseil municipal (population légale 2022 : 5 237 habitants)
- 2 sièges à pourvoir au conseil communautaire (GrandAngoulême)

| Tête de liste | Tête de liste | Parti(s) | Nuance | Premier tour | Premier tour | Second tour | Second tour | Sièges | Sièges |
| Tête de liste | Tête de liste | Parti(s) | Nuance | Voix         | %            | Voix        | %           | CM     | CC     |
| ------------- | ------------- | -------- | ------ | ------------ | ------------ | ----------- | ----------- | ------ | ------ |

### Chasseneuil-sur-Bonnieure
- Maire sortant : Fabrice Point (PS)
- 23 sièges à pourvoir au conseil municipal (population légale 2022 : 3 103 habitants)
- 5 sièges à pourvoir au conseil communautaire (CC de Charente Limousine)

| Tête de liste | Tête de liste | Parti(s) | Nuance | Premier tour | Premier tour | Second tour | Second tour | Sièges | Sièges |
| Tête de liste | Tête de liste | Parti(s) | Nuance | Voix         | %            | Voix        | %           | CM     | CC     |
| ------------- | ------------- | -------- | ------ | ------------ | ------------ | ----------- | ----------- | ------ | ------ |

### Châteaubernard
- Maire sortant : Pierre-Yves Briand (MoDem)
- 27 sièges à pourvoir au conseil municipal (population légale 2022 : 3 793 habitants)
- 4 sièges à pourvoir au conseil communautaire (CA du Grand Cognac)

| Tête de liste | Tête de liste | Parti(s) | Nuance | Premier tour | Premier tour | Second tour | Second tour | Sièges | Sièges |
| Tête de liste | Tête de liste | Parti(s) | Nuance | Voix         | %            | Voix        | %           | CM     | CC     |
| ------------- | ------------- | -------- | ------ | ------------ | ------------ | ----------- | ----------- | ------ | ------ |

### Châteauneuf-sur-Charente
- Maire sortant : Jean-Louis Lévesque (DVG)
- 27 sièges à pourvoir au conseil municipal (population légale 2022 : 3 562 habitants)
- 4 sièges à pourvoir au conseil communautaire (CA du Grand Cognac)

| Tête de liste | Tête de liste | Parti(s) | Nuance | Premier tour | Premier tour | Second tour | Second tour | Sièges | Sièges |
| Tête de liste | Tête de liste | Parti(s) | Nuance | Voix         | %            | Voix        | %           | CM     | CC     |
| ------------- | ------------- | -------- | ------ | ------------ | ------------ | ----------- | ----------- | ------ | ------ |

### Cognac
- Maire sortant : Morgan Berger (DVD)
- 33 sièges à pourvoir au conseil municipal (population légale 2022 : 18 466 habitants)
- 21 sièges à pourvoir au conseil communautaire (CA du Grand Cognac)

| Tête de liste | Tête de liste | Parti(s) | Nuance | Premier tour | Premier tour | Second tour | Second tour | Sièges | Sièges |
| Tête de liste | Tête de liste | Parti(s) | Nuance | Voix         | %            | Voix        | %           | CM     | CC     |
| ------------- | ------------- | -------- | ------ | ------------ | ------------ | ----------- | ----------- | ------ | ------ |

### Confolens
- Maire sortant : Jean-Noël Dupré (UDI)
- 23 sièges à pourvoir au conseil municipal (population légale 2022 : 2 726 habitants)
- 4 sièges à pourvoir au conseil communautaire (CC de Charente Limousine)

| Tête de liste | Tête de liste | Parti(s) | Nuance | Premier tour | Premier tour | Second tour | Second tour | Sièges | Sièges |
| Tête de liste | Tête de liste | Parti(s) | Nuance | Voix         | %            | Voix        | %           | CM     | CC     |
| ------------- | ------------- | -------- | ------ | ------------ | ------------ | ----------- | ----------- | ------ | ------ |

### La Couronne
- Maire sortant : Jean-François Dauré (PS)
- 29 sièges à pourvoir au conseil municipal (population légale 2022 : 7 759 habitants)
- 4 sièges à pourvoir au conseil communautaire (GrandAngoulême)

| Tête de liste | Tête de liste | Parti(s) | Nuance | Premier tour | Premier tour | Second tour | Second tour | Sièges | Sièges |
| Tête de liste | Tête de liste | Parti(s) | Nuance | Voix         | %            | Voix        | %           | CM     | CC     |
| ------------- | ------------- | -------- | ------ | ------------ | ------------ | ----------- | ----------- | ------ | ------ |

### Fléac
- Maire sortante : Hélène Gingast (DVG)
- 27 sièges à pourvoir au conseil municipal (population légale 2022 : 3 856 habitants)
- 1 siège à pourvoir au conseil communautaire (GrandAngoulême)

| Tête de liste | Tête de liste | Parti(s) | Nuance | Premier tour | Premier tour | Second tour | Second tour | Sièges | Sièges |
| Tête de liste | Tête de liste | Parti(s) | Nuance | Voix         | %            | Voix        | %           | CM     | CC     |
| ------------- | ------------- | -------- | ------ | ------------ | ------------ | ----------- | ----------- | ------ | ------ |

### Gond-Pontouvre
- Maire sortant : Gérard Dezier (PS)
- 29 sièges à pourvoir au conseil municipal (population légale 2022 : 5 884 habitants)
- 3 sièges à pourvoir au conseil communautaire (GrandAngoulême)

| Tête de liste | Tête de liste | Parti(s) | Nuance | Premier tour | Premier tour | Second tour | Second tour | Sièges | Sièges |
| Tête de liste | Tête de liste | Parti(s) | Nuance | Voix         | %            | Voix        | %           | CM     | CC     |
| ------------- | ------------- | -------- | ------ | ------------ | ------------ | ----------- | ----------- | ------ | ------ |

### L'Isle-d'Espagnac
- Maire sortant : Michel Issard (DVG)
- 29 sièges à pourvoir au conseil municipal (population légale 2022 : 5 691 habitants)
- 2 sièges à pourvoir au conseil communautaire (GrandAngoulême)

| Tête de liste | Tête de liste | Parti(s) | Nuance | Premier tour | Premier tour | Second tour | Second tour | Sièges | Sièges |
| Tête de liste | Tête de liste | Parti(s) | Nuance | Voix         | %            | Voix        | %           | CM     | CC     |
| ------------- | ------------- | -------- | ------ | ------------ | ------------ | ----------- | ----------- | ------ | ------ |

### Jarnac
- Maire sortant : Philippe Gesse (DVD)
- 27 sièges à pourvoir au conseil municipal (population légale 2022 : 4 478 habitants)
- 5 sièges à pourvoir au conseil communautaire (CA du Grand Cognac)

| Tête de liste | Tête de liste | Parti(s) | Nuance | Premier tour | Premier tour | Second tour | Second tour | Sièges | Sièges |
| Tête de liste | Tête de liste | Parti(s) | Nuance | Voix         | %            | Voix        | %           | CM     | CC     |
| ------------- | ------------- | -------- | ------ | ------------ | ------------ | ----------- | ----------- | ------ | ------ |

### Magnac-sur-Touvre
- Maire sortant : Cyrille Nicolas (DVG)
- 23 sièges à pourvoir au conseil municipal (population légale 2022 : 3 252 habitants)
- 1 siège à pourvoir au conseil communautaire (GrandAngoulême)

| Tête de liste | Tête de liste | Parti(s) | Nuance | Premier tour | Premier tour | Second tour | Second tour | Sièges | Sièges |
| Tête de liste | Tête de liste | Parti(s) | Nuance | Voix         | %            | Voix        | %           | CM     | CC     |
| ------------- | ------------- | -------- | ------ | ------------ | ------------ | ----------- | ----------- | ------ | ------ |

### La Rochefoucauld-en-Angoumois
- Maire sortant : Jean-Louis Marsaud (DVD)
- 29 sièges à pourvoir au conseil municipal (population légale 2022 : 4 020 habitants)
- 9 sièges à pourvoir au conseil communautaire (CC La Rachefoucauld - Porte du Périgord)

| Tête de liste | Tête de liste | Parti(s) | Nuance | Premier tour | Premier tour | Second tour | Second tour | Sièges | Sièges |
| Tête de liste | Tête de liste | Parti(s) | Nuance | Voix         | %            | Voix        | %           | CM     | CC     |
| ------------- | ------------- | -------- | ------ | ------------ | ------------ | ----------- | ----------- | ------ | ------ |

### Rouillac
- Maire sortant : Dominique Mancia (SE)
- 23 sièges à pourvoir au conseil municipal (population légale 2022 : 2 909 habitants)
- 9 sièges à pourvoir au conseil communautaire (CC du Rouillacais)

| Tête de liste | Tête de liste | Parti(s) | Nuance | Premier tour | Premier tour | Second tour | Second tour | Sièges | Sièges |
| Tête de liste | Tête de liste | Parti(s) | Nuance | Voix         | %            | Voix        | %           | CM     | CC     |
| ------------- | ------------- | -------- | ------ | ------------ | ------------ | ----------- | ----------- | ------ | ------ |

### Roullet-Saint-Estèphe
- Maire sortant : Gérard Roy (DVD)
- 27 sièges à pourvoir au conseil municipal (population légale 2022 : 4 334 habitants)
- 2 sièges à pourvoir au conseil communautaire (GrandAngoulême)

| Tête de liste | Tête de liste | Parti(s) | Nuance | Premier tour | Premier tour | Second tour | Second tour | Sièges | Sièges |
| Tête de liste | Tête de liste | Parti(s) | Nuance | Voix         | %            | Voix        | %           | CM     | CC     |
| ------------- | ------------- | -------- | ------ | ------------ | ------------ | ----------- | ----------- | ------ | ------ |

### Ruelle-sur-Touvre
- Maire sortant : Jean-Luc Valantin (RE)
- 29 sièges à pourvoir au conseil municipal (population légale 2022 : 7 396 habitants)
- 3 sièges à pourvoir au conseil communautaire (GrandAngoulême)

| Tête de liste | Tête de liste | Parti(s) | Nuance | Premier tour | Premier tour | Second tour | Second tour | Sièges | Sièges |
| Tête de liste | Tête de liste | Parti(s) | Nuance | Voix         | %            | Voix        | %           | CM     | CC     |
| ------------- | ------------- | -------- | ------ | ------------ | ------------ | ----------- | ----------- | ------ | ------ |

### Ruffec
- Maire sortant : Thierry Bastier (SE)
- 23 sièges à pourvoir au conseil municipal (population légale 2022 : 3 394 habitants)
- 11 sièges à pourvoir au conseil communautaire (CC Val de Charente)

| Tête de liste | Tête de liste | Parti(s) | Nuance | Premier tour | Premier tour | Second tour | Second tour | Sièges | Sièges |
| Tête de liste | Tête de liste | Parti(s) | Nuance | Voix         | %            | Voix        | %           | CM     | CC     |
| ------------- | ------------- | -------- | ------ | ------------ | ------------ | ----------- | ----------- | ------ | ------ |

### Saint-Michel
- Maire sortante : Fabienne Godichaud (PS)
- 23 sièges à pourvoir au conseil municipal (population légale 2022 : 3 220 habitants)
- 1 siège à pourvoir au conseil communautaire (GrandAngoulême)

| Tête de liste | Tête de liste | Parti(s) | Nuance | Premier tour | Premier tour | Second tour | Second tour | Sièges | Sièges |
| Tête de liste | Tête de liste | Parti(s) | Nuance | Voix         | %            | Voix        | %           | CM     | CC     |
| ------------- | ------------- | -------- | ------ | ------------ | ------------ | ----------- | ----------- | ------ | ------ |

### Saint-Yrieix-sur-Charente
- Maire sortant : Jean-Jacques Fournié (PS)
- 29 sièges à pourvoir au conseil municipal (population légale 2022 : 7 556 habitants)
- 3 sièges à pourvoir au conseil communautaire (GrandAngoulême)

| Tête de liste | Tête de liste | Parti(s) | Nuance | Premier tour | Premier tour | Second tour | Second tour | Sièges | Sièges |
| Tête de liste | Tête de liste | Parti(s) | Nuance | Voix         | %            | Voix        | %           | CM     | CC     |
| ------------- | ------------- | -------- | ------ | ------------ | ------------ | ----------- | ----------- | ------ | ------ |

### Soyaux
- Maire sortant : François Nebout (DVD)
- 33 sièges à pourvoir au conseil municipal (population légale 2022 : 10 057 habitants)
- 4 sièges à pourvoir au conseil communautaire (GrandAngoulême)

| Tête de liste | Tête de liste | Parti(s) | Nuance | Premier tour | Premier tour | Second tour | Second tour | Sièges | Sièges |
| Tête de liste | Tête de liste | Parti(s) | Nuance | Voix         | %            | Voix        | %           | CM     | CC     |
| ------------- | ------------- | -------- | ------ | ------------ | ------------ | ----------- | ----------- | ------ | ------ |

### Terres-de-Haute-Charente
- Maire sortante : Sandrine Précigout (PS)
- 29 sièges à pourvoir au conseil municipal (population légale 2022 : 3 790 habitants)
- 7 sièges à pourvoir au conseil communautaire (CC de Charente Limousine)

| Tête de liste | Tête de liste | Parti(s) | Nuance | Premier tour | Premier tour | Second tour | Second tour | Sièges | Sièges |
| Tête de liste | Tête de liste | Parti(s) | Nuance | Voix         | %            | Voix        | %           | CM     | CC     |
| ------------- | ------------- | -------- | ------ | ------------ | ------------ | ----------- | ----------- | ------ | ------ |

### Val-de-Cognac
- Maire sortant : Jean-Marc Girardeau (DVD)
- 27 sièges à pourvoir au conseil municipal (population légale 2022 : 3 455 habitants)
- 3 sièges à pourvoir au conseil communautaire (CA du Grand Cognac)

| Tête de liste | Tête de liste | Parti(s) | Nuance | Premier tour | Premier tour | Second tour | Second tour | Sièges | Sièges |
| Tête de liste | Tête de liste | Parti(s) | Nuance | Voix         | %            | Voix        | %           | CM     | CC     |
| ------------- | ------------- | -------- | ------ | ------------ | ------------ | ----------- | ----------- | ------ | ------ |